# Changxingdian, Liaoning
Changxingdian (kinesiska: 常兴店, 常兴店镇) är en köpinghuvudort i Kina. Den ligger i provinsen Liaoning, i den nordöstra delen av landet, omkring 140 kilometer väster om provinshuvudstaden Shenyang. Antalet invånare är 21 916. Befolkningen består av 10 921 kvinnor och 10 995 män. Barn under 15 år utgör 14,0 %, vuxna 15-64 år 75 %, och äldre över 65 år 9,0 %.
Runt Changxingdian är det ganska tätbefolkat, med 116 invånare per kvadratkilometer. Närmaste större samhälle är Beizhen, 17,3 km norr om Changxingdian. Trakten runt Changxingdian består till största delen av jordbruksmark.
Genomsnittlig årsnederbörd är 755 millimeter. Den regnigaste månaden är juli, med i genomsnitt 183 mm nederbörd, och den torraste är januari, med 8 mm nederbörd.